# Cinco minutos de gloria
Cinco minutos de gloria (en inglés Five Minutes of Heaven) es una película de Irlanda - Reino Unido que encaja en el género drama y tiene como protagonistas principales a los actores Liam Neeson (Alistair)  y James Nesbitt (Joe). Fue dirigida por Oliver Hirschbiegel y estrenada en el año 2009.

## Reparto y sinopsis
- Alistair - Liam Neeson
- Joe - James Nesbitt
- Vika - Anamaria Marinca
- Michael - Richard Dormer[2]

La película recoge del presente inmediato dos personajes principales que se corresponden con dos personas reales, para narrarnos, en clave de ficción, un hipotético encuentro entre un asesino y el hermano de la víctima. El crimen existió y las dos personas situadas en los dos lados de la balanza también. La premisa arranca con dicha confluencia propiciada por un programa televisivo, que para variar, no pretende hacer carnaza sensacionalista con ello.